# یوری داوتیان
یوری هایکی داوتیان (ارمنی: Յուրի Հայկի Դավթյան؛  زادهٔ ۱۰ ژوئن ۱۹۲۹ - درگذشته ۲۰ فوریهٔ ۲۰۲۰) رهبر ارکستر اهل ارمنستان بود.

## زندگی‌نامه
وی در ۱۰ ژوئن ۱۹۲۹ در قاراکیلیسا به دنیا آمد و از کنسرواتوار دولتی کومیتاس ایروان فارغ‌التحصیل گشت. وی در تالار اپرای ایروان و تئاتر کمدی موزیکال پارونیان فعالیت می‌کرد وی همچنین برنده جوایزی همچون هنرمند مردمی ارمنستان شوروی (۱۹۸۴) شد. وی در ۲۰ فوریهٔ ۲۰۲۰ در سن ۹۰ سالگی در ایروان درگذشت.